# Filipp Jefriemow
Filipp Siergiejewicz Jefriemow, ros. Филипп Сергеевич Ефремов (ur. 1750 w Wiatce, zm. po 1811) – rosyjski żołnierz i podróżnik.
W 1763 rozpoczął służbę wojskową jako kapral w pułku piechoty. Brał udział w wyprawie przeciwko powstańcom Pugaczowa, gdzie był wzięty do niewoli przez Kirgiz-Kajsaków, a następnie sprzedany chanowi bucharskiemu. Z niewoli uciekł przez Tybet, Kaszmir i Indie. W 1782 przez Anglię powrócił do Petersburga gdzie otrzymał urząd tłumacza języków wschodnich.
Napisał wspomnienia "Podoficera rosyjskiego Jefriemowa dziesięcioletnia podróż i przygody w Bucharii, Chiwie, Persji i Indiach" (Petersburg 1786).  Książka zawiera wiele informacji na temat lingwistyki, geografii, historii i etnografii Azji Środkowej, Tybetu i Indii.